# Зобатые бегунки
Зоба́тые бегунки́ (лат. Thinocoridae) — небольшое семейство птиц из отряда ржанкообразных. В состав семейства включают четыре вида, объединённых в два рода. Представители семейства относятся к авифауне Южной Америки и, вероятно, не имеют ближайших родственников. Окаменелые остатки семейства также не были найдены.
Распространение:
Зобатые бегунки обитают в Андах Южной Америки. Они распространены от Колумбии и Эквадора через Перу и Чили до юга Аргентины и Огненной Земли. Они предпочитают высокогорные регионы часто более 5000 м над уровнем моря. Они всегда остаются у границы снега и кочуют вместе с ней. Малый зобатый бегунок встречается также в пустынях и степях западного побережья (пустыня Атакама).

## Классификация
- Род Thinocorus — Зобатые бегунки
  - Thinocorus orbignyianus — Серогорлый зобатый бегунок — Перу до Огненной Земли
  - Thinocorus rumicivorus — Малый зобатый бегунок — Эквадор до севера Чили
- Род Attagis — Зобатые бегунки аттагисы
  - Attagis gayi — Краснобрюхий аттагис — Эквадор до юга Чили и юга Аргентины
  - Attagis malouinus — Магелланов аттагис — юг Чили и юг Аргентины до Огненной Земли